# Beetle Bailey
Pour les articles homonymes, voir Bailey.
Beetle Bailey est un comic strip humoristique américain de Mort Walker mettant en scène des soldats de l'armée américaine dans un camp d'entraînement. Publié depuis le 4 septembre 1950, il est diffusé en 2009 dans 52 pays et près de 1200 journaux. Walker y a participé jusqu'à son décès en 2017.